# Cuanejaque
Cuanejaque är en ort i Mexiko.   Den ligger i kommunen Tlalpan och delstaten Distrito Federal, i den sydöstra delen av landet, 26 km söder om huvudstaden Mexico City. Cuanejaque ligger 2 877 meter över havet och antalet invånare är 199.
Terrängen runt Cuanejaque är lite bergig. Runt Cuanejaque är det mycket tätbefolkat, med 2 431 invånare per kvadratkilometer. Närmaste större samhälle är Álvaro Obregón, 18,3 km norr om Cuanejaque. I omgivningarna runt Cuanejaque växer huvudsakligen savannskog.